# Just Breathe (canção do Pearl Jam)
"Just Breathe" é uma canção da banda de rock estadunidense Pearl Jam. "Just Breathe" foi lançada em 31 de outubro de 2009 como o segundo single do nono álbum de estúdio da banda, Backspacer (2009). A canção foi concebida a partir de um acorde de "Tuolumne", canção instrumental da trilha sonora de Eddie Vedder para o filme Into the Wild (2007).
"Just Breathe" alcançou o número seis na parada alternativa da Billboard, tornando-se o single de maior sucesso da banda desde Wishlist em 1998. Embora tenha alcançado apenas a posição 78 na Billboard Hot 100, foi um hit número um na Polônia, top 10 em Portugal e top 20 na Holanda.
Em 22 de janeiro de 2014, "Just Breathe" recebeu o selo de platina em vendas digitais pela RIAA, sendo a primeira canção da banda com certificado de platina.
A canção aparece em vários filmes e programas de TV, incluindo Kodachrome, Castle, One Tree Hill, Brothers & Sisters, Life as We Know It, The Blacklist, The Night Shift e iZombie, além dos documentários Buck e Gleason.

## Versões
Willie Nelson lançou sua versão da canção no álbum Heroes de 2012, além de um single promocional.
Jennifer Warnes lançou sua versão da canção no álbum de 2018 Another Time, Another Place.
Miley Cyrus lançou uma versão da canção no YouTube em 2020.